# Göran Ryding
Per Göran Gustaf Ryding, född 17 september 1916 i Ljusne församling i Gävleborgs län, död 12 februari 2007 i Oscars församling i Stockholm, var en svensk jurist, ämbetsman och diplomat.

## Biografi
Efter studentexamen från Lundsbergs skola 1935 läste han juridik i Uppsala och blev juris kandidat där 1939, attaché UD 1939, Rom 1940, Bern 1942, tillförordnad andre sekreterare vid UD 1944, London 1945, tillförordnad förste ambassadsekreterare 1948, tillförordnad förste sekreterare vid UD 1949, förste sekreterare 1950, ambassadråd OEEC Paris 1954, vice beskickn Paris 1956, Moskva, Bukarest, Kabul och Sofia 1958, ministers namn 1960, biträdande chef för handelsavdelningen på UD från 1961, utrikesråds namn 1961. Han var ombudsman vid handelspolitiska förhandlingar från 1949, ordförande vid handelsförhandlingar med Frankrike 1955–1958.
Göran Ryding var son till disponenten Gösta Ryding och Annie Rudberg. Vidare var han sonson till landshövdingen Gustaf Ryding. Han gifte sig 1940 med Cecilia Wersäll (född 1919), dotter till kapten Gustaf Wersäll och Kerstin Sahlin. De fick barnen Pia 1941, Johan 1943 och Lars Ryding 1947, av vilka den sistnämnda blev morfar till barnskådespelaren Edvin Ryding.

## Utmärkelser
- Kommendör av Nordstjärneorden (KNO1kl, 1974)
- Officer av Franska Hederslegionen (OffFrHL)
- Officer av Nederländska Oranien-Nassauorden (Off-NedONO)
- Riddare av Italienska Kronorden (RItKrO)
- Storkors (2kl) av Förbundsrepubliken Tysklands förtjänstorden (StkTyskRFO2kl, 1970)